# 徐夔
徐夔（？—？），浙江仁和人，清朝政治人物。

## 生平
1752年（乾隆十七年）九月上任台灣鳳山縣萬丹縣丞，是內閣供事。